# 吉備英志

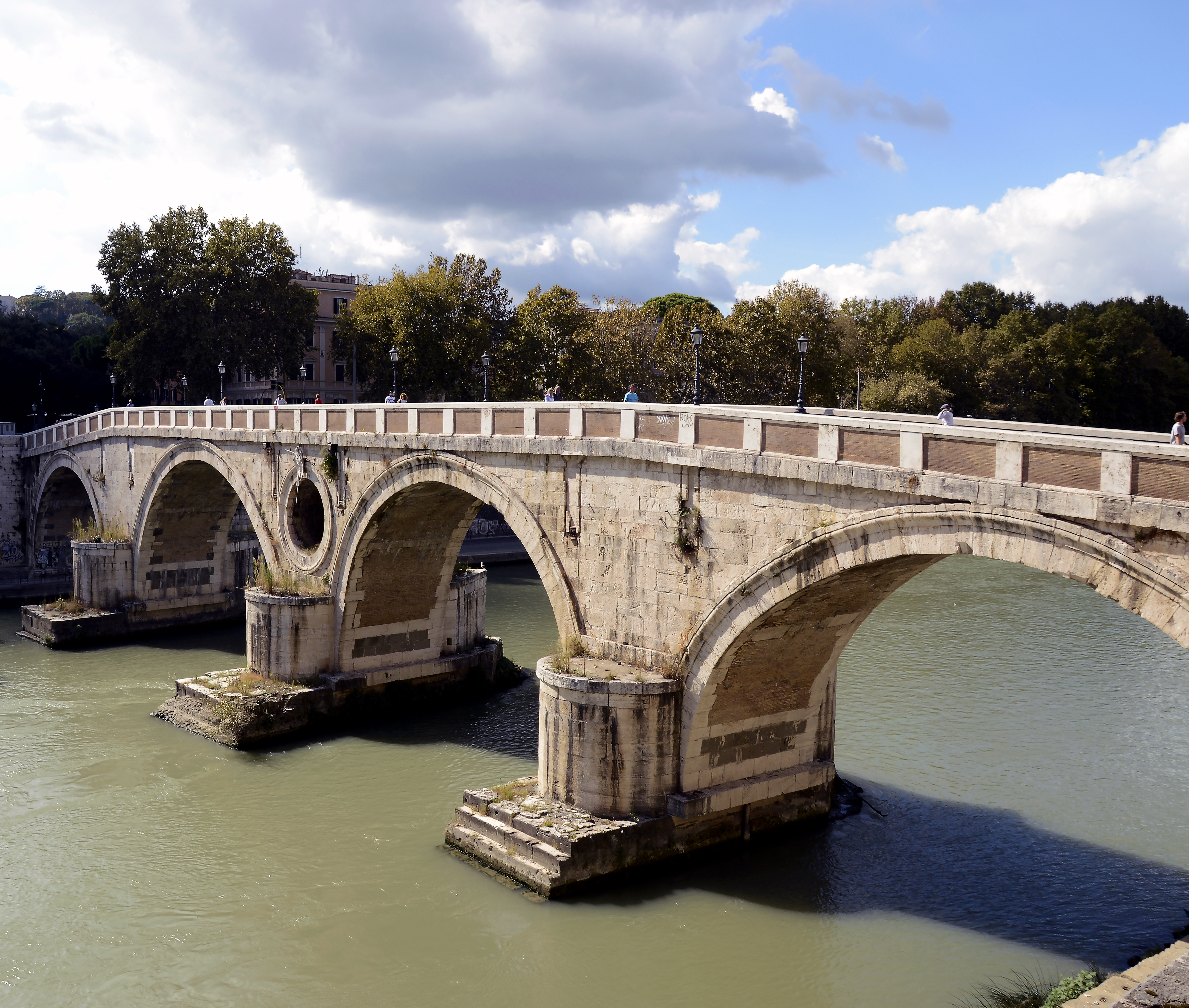
シスト橋

吉備 英志（きび ひでし、1964年1月9日 - ）は大阪府出身のストリートミュージシャン、アコーディオン奏者。イタリアのローマを拠点として音楽活動を行っている。

## 概説
1964年1月9日に大阪府で生まれ、1985年にアコーディオンを学び始めた。1987年に全日本アコーディオン・フェスティバルで優勝し、同年、大丸百貨店全店で開催されたフランス展での演奏を機にアコーディオン奏者として活動を開始。1988年から4年間、大阪のビアレストラン「エーデルワイス」のバンドメンバーとしてドイツ・オーストリアの音楽を演奏。同時に京都のシャンソニエ『巴里野郎』のシャンソン伴奏者としても活動する。
1989年に大阪府立知的障害者医療養護施設で1年間、音楽プログラムの教員として勤務。同年、シャープのコンピュータソフト『ニュープリントショップ』のBGMを制作し、ブローダーバンドジャパンからの依頼を受けてコンピュータゲーム『ウィングス』の音楽を制作した。1992年には大阪芸術大学で初めてアコーディオンについての講義と演奏を行っている。
1992年にイタリアのローマへ渡り路上演奏を開始する。1994年にはサンレモ音楽祭（伊: Festival della canzone italiana）への参加予定曲「IL MONDO è QUI」を収録したアルバム『Losaicivuoleamore』をイタリアの歌手フランチェスカ・スキアーヴォとともにレコーディングし、同音楽祭ではアコーディオン奏者としてスキアーヴォと共演した。この年にはRai 1の「ドメニカ・イン」などいくつかのイタリアのテレビ番組に出演している。
2003年、趣味として制作していた骸骨アートがローマのアニメーションプロダクション「Mondo TV」に評価され、同社からガイコツステッカーアルバム『Scheletrock』を刊行。以来、Mondo TVは骸骨アート・音楽の両部門で吉備をサポートしており、2004年にはセカンドアルバムとしてMondo TVから5冊の絵本のついた音楽CD『Scheletrock』をリリースした。このとき、ラ・レプブリカ紙はベアトリーチェ・ルティローニ記者による『Scheletrock』のレビューを交えた吉備の特集記事を掲載している。2005年からは演奏活動の場をローマのトラステヴェレ地区にあるシスト橋に定め、ストリートミュージシャンとして活動している。

## ディスコグラフィ
- 1999年『Il Segreto della Via Lattea』 (Vinile)
- 2004年『Scheletrock』 (Mondo TV)[8]